# فراآوانگارد
فراآوانگارد یا ترنس آوانگارد (انگلیسی: Transavantgarde) نسخه ایتالیایی نئواکسپرسیونیسم است، یک جنبش هنری که در اواخر دهه ۱۹۷۰ و ۱۹۸۰ ایتالیا و بقیه اروپای غربی را دربر گرفت. اصطلاح ترنس آوانگارد توسط منتقد هنری ایتالیایی آشیل بونیتو اولیوا در بینال ونیز، استفاده شد، که به معنای «فراتر از آوانگارد» است.
این جنبش هنری با احیای مجدد نقاشی و بازگرداندن احساسات، به‌ویژه شادی، در طراحی، نقاشی و مجسمه‌سازی، به هیاهوی هنر مفهومی پاسخ داد. فراآوانگارد نشانگر بازگشتی به هنر فیگوراتیو و همچنین تصاویر اسطوره‌ای بود که در اوج جنبش دوباره کشف شد. هنرمندان هنر فیگوراتیو و نمادگرایی را احیا کردند که کمتر در جنبش‌های پس از جنگ جهانی دوم مانند مینیمالیسم مورد استفاده قرار گرفت. هنرمندان اصلی فراآوانگارد ساندرو چیا، فرانچسکو کلمنته، انزو کوچی، میمو ژرمانا، نینو لونگوباردی، نیکولا دی ماریا و میمو پالادینو بودند.
در سال ۱۹۸۲، آثار چیا، کوچی و لونگوباردی در نمایشگاه «هنر ایتالیایی اکنون: دیدگاه آمریکایی» در موزه گوگنهایم در نیویورک گنجانده شد.